# 전진건설로봇
전진건설로봇 주식회사는 충청북도 음성군에 본사를 둔 특수 용도 차량 제작 기업이다.

## 역사
1991년 전진산업으로 시작되었으며 CPC(Concrete Pump Car) 국산화를 시작하였다. 1999년 전진중공업이 설립되었다 2018년 모트렉스가 사모펀드 웰투시인베스트먼트와 함께 KTB PE로부터 전진건설로봇을 인수하고 전진건설로봇의 자회사 전진씨에스엠은 수산중공업에 매각하였으며 웰투시가 투자금을 회수하면서 모트렉스가 100% 지분을 가지고 있다. 2021년 전진중공업에서 현재의 사명으로 변경하였다.

### 내용주
1. ↑  미래에셋증권을 주관사로 코스피 시장에 전량 구주매출(모트렉스의 보유 지분 50%와 자사주 50%)으로 공모가 16,500원에 상장